# Nerieš
Nerieš è un duo musicale slovacco formatosi nel 2011. È costituito dai rapper Matej Straka e Matej "Gabryell" Gábriš.

## Storia del gruppo
Proveniente da Pezinok, il duo è salito al grande pubblico con il secondo album in studio OK, numero uno nella SK Albums per sei settimane non consecutive e posizionatosi 12º nella CZ Albums, contenente il pezzo di successo Viac, fermatosi al vertice della Singles Digital nazionale per due settimane. Seppur sia stato messo in commercio nel 2016, Minimal ha trovato il proprio piazzamento nella graduatoria slovacca due anni dopo.
Nel giugno 2021 è stato pubblicato il terzo LP 311, che ha mantenuto il controllo della classifica slovacca per sei settimane di fila e che si è assicurato il debutto nella CZ Albums.

## Discografia

### Album in studio
- 2016 – Minimal
- 2020 – OK
- 2021 – 311
- 2024 – Hello
- 2025 – Naspäť domov

### EP
- 2018 – Animal

### Singoli
- 2015 – Domov
- 2016 – Za jednu noc
- 2016 – Obyčajní chalani
- 2016 – Tieň (con Kali)
- 2016 – 10 minút (con DMS)
- 2017 – Nepýtam sa (con Yzomandias)
- 2018 – Naháňame šťastie (con Ego)
- 2019 – Pokoj (con BassKid)
- 2019 – Jak sa máš
- 2019 – Život
- 2019 – Royal II (con Yzomandias e Eight O)
- 2021 – G.U.C.C.I. (con Ego, Separ e Palermo)
- 2021 – Viac (con Ruka Hore feat. Opoštáris Band)
- 2021 – Ruka na volante (con Ruka Hore)
- 2021 – Viem to
- 2022 – Tanec s diablom (con Peter Pann)
- 2024 – In & Out
- 2024 – Sorry Not House (con Luca Brassi10x)
- 2024 – Misshit (con Separ)